# یواس‌اس لوژان (ای‌پی-۷۴)
یواس‌اس لوژان (ای‌پی-۷۴) (به انگلیسی: USS Lejeune (AP-74)) یک کشتی بود که طول آن ۵۷۸ فوت (۱۷۶ متر) بود. این کشتی در سال ۱۹۳۶ ساخته شد.